# Gare d'Old Cummer
La gare d'Old Cummer est une gare ferroviaire située dans l'arrondissement North York de Toronto en Ontario, exploitée par GO Transit. Elle est desservie par des trains de banlieue de la ligne Richmond Hill, et des trajets d'autobus urbains de la TTC.

## Situation ferroviaire
La gare d'Old Cummer est située à la borne 14,1 milles (22,7 km) de la subdivision Bala du Canadien National, à voie unique, entre les gares d'Oriole et de Langstaff. Au nord de la gare, la ligne rejoint la subdivision York du CN à la jonction Doncaster.
Après avoir quitté Oriole, la subdivision Bala traverse et longe à nouveau la vallée du Don, mais de façon moins spectaculaire qu'auparavant. La ligne jouxte des développements résidentiels entre Sheppard et Finch. La gare d'Old Cummer est située juste au nord de Finch Avenue.
Depuis Old Cummer, la ligne se dirige vers le nord, en passant par Steeles Avenue avant de rejoindre la subdivision York du CN à Doncaster. La subdivision York a été construite à la fin des années 1960 pour contourner les lignes qui se dirigeaient vers Toronto. Le trafic que la subdivision a éliminé des anciennes subdivisions a libéré l'espace sur les voies dont GO Transit avait besoin pour établir et développer ses opérations de trains de banlieue.
La subdivision Bala croise la subdivision York sur un « losange », tout comme les subdivisions abritant les trains de Barrie et de Stouffville de GO Transit. Comme la subdivision York est l'une des lignes les plus fréquentées du CN, le passage à niveau était la source de certains retards pour ces opérations. Récemment, ces retards ont été éliminés sur les lignes de Barrie et de Stouffville grâce à la construction de passages souterrains. Aucun passage souterrain de ce type n'a pas été construit pour la subdivision Bala, et on ne prévoit pas en construire un dans un avenir prévisible.
Après avoir traversé Bayview Avenue et le cimetière Sainte-Croix, le train s'arrête à la gare de Langstaff, qui se trouve actuellement sous les viaducs de la route 7 et de l'autoroute 407, juste à l'est de Yonge Street. Le secteur a également fait l'objet d'un réaménagement, avec la construction de magasins à grande surface des deux côtés de la voie ferrée.

## Histoire
La gare est mise en service en mai 1978, avec l'ouverture initiale de la ligne Richmond Hill. La gare demeurait inchangée jusqu'en juillet 2021, où les travaux de réfection ont été achevés. Des dalles de sécurité jaune tactiles et des nouveaux panneaux numériques ont été installés sur le quai de la gare.

## Service des voyageurs

### Accueil
Cette gare ne dispose pas de personnel. Les clients disposent plusieurs options en libre-service, notamment l'achat d'un billet papier dans un distributeur automatique de billets, le chargement d'une carte Presto dans un distributeur automatique de billets compatible avec Presto, l'achat d'un billet électronique avec leur téléphone intelligent et le paiement au valideur avec une carte de crédit sans contact ou une carte Presto.
La gare dispose également des téléphones payants, des toilettes publiques, des stationnements réservés, une salle d'attente, une zone de covoiturage, un stationnement incitatif, un abri de quai chauffé, et Wi-Fi.

### Desserte
À partir du 7 janvier 2023, trois trains de Bloomington s'arrêtent à cette gare vers la gare Union de Toronto pendant la période de pointe du matin, et quatre trains de Union s'arrêtent à cette gare vers Bloomington pendant la période de pointe de l'après-midi. En dehors des heures de pointe, aucun service n'est disponible à cette gare, et les passagers se dirigeant vers le centre-ville de Toronto ou Richmond Hill doivent emprunter la TTC et/ou la YRT.

### Intermodalité

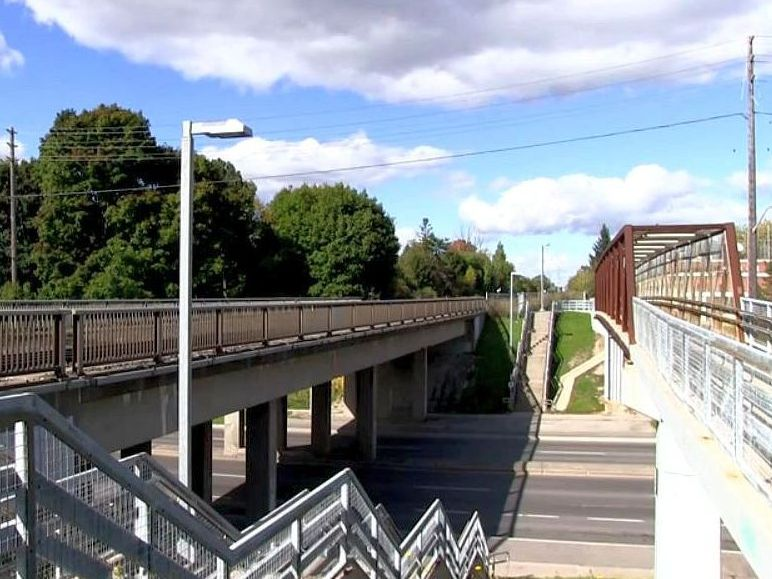
Les ponts de l'avenue Finch et des escaliers d'entrée de la gare

Le transport en commun local est assuré par la Commission de transport de Toronto (TTC). Bien que la gare soit située assez loin de l'avenue Finch ou de la rue Leslie, des escaliers et une passerelle traversant l'avenue Finch permettent aux piétons d'accéder au sud du quai de la gare.
La gare est desservie par 3 routes locales et 1 route express et 1 route de nuit suivantes:
- 39 Finch East (tous les jours, arrêt sur Finch Avenue à Leslie Street)
  - Direction est vers Neilson Road et Littles Road
  - Direction ouest vers la station Finch
- 42 Cummer (tous les jours, arrêt sur Cummer Avenue et McNicoll Avenue à Leslie Street)
  - Direction est vers Dynamic Drive
  - Direction ouest vers la station Finch
- 51 Leslie (tous les jours, arrêt sur Leslie Street devant le stationnement incitatif)
  - Direction nord vers Steeles Avenue
  - Direction sud vers la station Eglinton
- 339 Finch East (service de nuit, arrêt sur Finch Avenue à Leslie Street)
  - Direction est vers Markham Road
  - Direction ouest vers la station Finch
- 939 Finch Express (service express, arrêt sur Finch Avenue à Leslie Street)
  - Direction est vers la station Scarborough Centre et Morningside Heights
  - Direction ouest vers les stations Finch et Finch West